# Neil Warnock
Neil Warnock (Sheffield, 1948. december 1. –) angol labdarúgó, edző.

## Pályafutása

### Játékosként
Warnock szélsőként játszott a Chesterfield, a Rotterham United, a Scunthorpe United, az Aldershot, a Barnsley, a York City és a Crewe Alexandra csapataiban.[forrás?] Hartlepoolban megnyerte a klub Év Játékosa díját. 11 éves játékos-pályafutása alatt 327 mérkőzésen 36 gólig jutott. Harmincéves korában vonult vissza 1979-ben, és mindjárt bele is vágott az edzősködésbe.[forrás?]

### Edzőként
Először az amatőr Gainsborough Trinity vezetőedzője volt, majd a Burton Albion és a Scarborough csapataival feljutott az angol negyedosztályba.[forrás?] A Notts County-t az első osztályba juttatta fel, őket a harmadosztályban vette át. A csapattól sikerei ellenére viszonylag hamar távozni kényszerült, 1993-ban kirúgták.[forrás?] Egy rövid Torquay-nál töltött időszak után a Huddersfieldhez szerződött, akikkel szintén feljutott, egészen az első osztályig vezette őket. Ekkor lemondott, és eligazolt a Plymouth-hoz, akikkel a másodosztályig jutott, majd kirúgását követően az Oldham Athletic és a Bury csapatainál edzősködött.[forrás?] 1999-ben a Sheffield szerződtette le, akikkel egészen a Ligakupa és az FA-kupa elődöntőjéig menetelt, majd feljutott az első osztályba. 2007-ben, egy rendkívül sikeres időszak után a csapat kiesett a Premier League-ből, Warnock pedig lemondott, és a Crystal Palace-t vette át.[forrás?] A klubot megmentette a harmadosztályba való kieséstől, majd három szezont követően innen is távozott. A QPR-hoz szerződött, majd 2011-ben feljuttatta a csapatot az első osztályba. A csapat bizonytalan PL-beli helyezése miatt innen is távozni kényszerült, és Leedsbe utazott, hogy átvegye a város csapatát. Innen viszonylag hamar kirúgták, és majdnem 15 hónapig állás nélkül maradt. 2014-ben a Crystal Palace mellett döntött, azonban a gyenge kezdésnek köszönhetően a klub hamar a kieső helyek egyikére csúszott vissza, 2014 decemberében ezért Warnockot kirúgták. A QPR megbízott vezetőedzője lett, majd egy hónap után a Rotterham United-hez szerződött. Innen a Cardiff City-hez igazolt át, a csapatot pedig második idényében feljuttatta a Premier League-be. Innen egy szezon után kiestek, Warnock pedig 2019-ben távozott.

## Sikerei, díjai[4]
Scarborough
- Football Conference-bajnok: 1986–87

Notts County
- Angol harmadosztály play-off győztes: 1989–90
- Angol másodosztály play-off győztes: 1990–91

Huddersfield Town
- Angol másodosztály play-off győztes: 1994–95
- Yorkshire Electricity Cup-győztes: 1994–95

Plymouth Argyle
- Angol harmadosztály play-off győztes: 1995–96

Sheffield United
- Angol másodosztály második helyezett: 2005–06

Queens Park Rangers
- Angol másodosztály első helyezett: 2010–11

Cardiff City
- Angol másodosztály második helyezett: 2017–18

## Érdekességek
Warnock az egyetlen edző Angliában, aki nyolc alkalommal is fel tudott jutni csapataival.